# Torre de Sant Josep
La Torre de Sant Josep és una obra de Santa Maria de Palautordera (Vallès Oriental) protegida com a Bé Cultural d'Interès Local.

## Descripció
Es tracta d'una casa aïllada amb jardí de planta rectangular. Consta de planta baixa, pis i golfes amb torre mirador. La coberta és a quatre vessants i acabada amb un ràfec de bigues de fusta, té les arestes decorades amb teules vidrades de color verd. Les façanes estan arrebossades imitant carreus i un registre motllurat separa els diferents pisos. Adossat al costat est de l'edifici hi ha la torre que és de planta rectangular i quatre cossos, amb el mateix tipus de coberta que la casa. Té adossat al darrere un cos de planta rectangular cobert a dues vessants, sense teules vidrades. A tot l'edifici, a la planta baixa i pis, hi ha buits d'arc rebaixat i a les golfes, d'arc apuntat formant parelles. Al tercer cos de la torre hi ha finestres d'arc trilobulat i, a l'últim quatre finestres de mig punt a dos costats i tres en els altres. Al costat de la casa hi ha la masoveria i les quadres.

## Història
Es tracta d'una torre d'estiueig que es va convertir en una casa de colònies portat per unes monges. Posteriorment, en escola taller. Durant els anys de la Guerra Civil va servir d'alberg d'un grup de refugiats republicans. Actualment, acull la Policia Local del municipi.